# كارلوس ارسي
كارلوس ارسي (بالإسبانية: Carlos Arce)‏ هو لاعب كرة قدم أرجنتيني في مركز الوسط، ولد في 16 سبتمبر 1990 في بوينس آيرس في الأرجنتين. لعب مع باراكاس سينترال.

## وصلات خارجية
- كارلوس ارسي على موقع قاعدة بيانات كرة القدم.إي يو (الإنجليزية)
- كارلوس ارسي على موقع Soccerway.com (الإنجليزية)